# Gymnasium Eckental
Das Gymnasium Eckental ist ein seit 1995 bestehendes naturwissenschaftlich-technologisches und sprachliches Gymnasium im Eckentaler Gemeindeteil Eschenau. Aufgrund der relativ großen Entfernung zu anderen Gymnasien hat die Schule einen weiten Einzugskreis in benachbarte Landkreise. Im Schuljahr 2023/2024 wurden am Gymnasium Eckental 1050 Schüler von 79 Lehrkräften unterrichtet.

## Geschichte
Bis 1995 hatten Gymnasiasten aus Eckental und Umgebung einen relativ weiten Anfahrtsweg zu den Schulen in Spardorf, Forchheim und Nürnberg. Der Bau des Gymnasiums Eckental schloss diese Lücke, wobei immer noch ein großer Teil der Schüler mit der Gräfenbergbahn aus Orten wie Heroldsberg, Kalchreuth und Gräfenberg anreist.
Im Jahr 1995 war das Gymnasium noch eine Zweigstelle des Emil-von-Behring-Gymnasiums in einem Containerbau in Eckental-Eschenau. Der Unterricht begann mit 140 Schülern in fünf fünften Klassen und 14 Lehrern. Danach kam jedes Jahr eine Jahrgangsstufe hinzu, so dass die Anzahl der Schüler und Klassen wuchs. 1999 wurde der Neubau des Gymnasiums, das sich ebenfalls in Eckental-Eschenau befindet, mit rund 800 Schülern der Jahrgangsstufen 5 bis 9 bezogen. 2004 beendete der erste Jahrgang seine Schulzeit mit dem Abitur.
Erster Schulleiter des Gymnasiums Eckental war seit Schuljahresbeginn 1996 Dietrich Käferlein, nachdem bis dahin das Emil-von-Behring-Gymnasium die Verwaltung erledigt hatte. Ihm folgte 2004 Friedrich Arnet, der zuvor als Mathematik- und Physiklehrer am Gymnasium Eckental unterrichtet hatte. Seit dieser 2018 in den Ruhestand ging, hat Burkard Eichelsbacher die Schulleitung inne.

## Gebäude und Anlagen
Das Hauptgebäude der Schule wurde von dem Architekten Michael Stößlein aus Nürnberg in Zusammenarbeit mit Stefan Harlé aus Fürth entworfen und gebaut, welche den 1. Preis beim Wettbewerb gewonnen hatten. Die Gesamtkosten bis zur Fertigstellung 1999 betrugen ca. 21,8 Millionen Euro. Das Gebäude besteht aus drei Bereichen: einem teilweise aufgeständerten Stammklassentrakt im Osten, einem Fachklassenflügel mit Verwaltung im Westen sowie eine verbindende Pausenhalle im Zentrum. Neben dem östlich vorgelagerten Pausenhof bilden sich durch den annähernd H-förmigen Grundriss zwei Freibereiche nördlich und südlich der Pausenhalle.
Im April 2005 wurde eine neue Außensportanlage (unter anderem Fußballfeld, 400-m-Bahn, Basketballplätze, Beachvolleyballfeld, Weitsprunganlagen) offiziell eingeweiht. An den Kosten für die 400-m-Laufbahn bzw. Wettkampfbahn Typ C beteiligte sich der Markt Eckental. Im Gegenzug stellt er die Anlage außerhalb der Schulzeiten für den Breitensport zur Verfügung.
Mit Hinblick auf die Einführung des achtjährigen Gymnasiums (G8) in Bayern und dem damit verbundenen Nachmittagsunterricht wurde eine Erweiterung der Schule notwendig. Nach einem Entwurf von Babler + Lodde Architekten und Ingenieure aus Herzogenaurach entstand 2006/2007 ein eingeschossiger, überwiegend in Mauerwerk errichteter Massivbau. Dieses Gebäude dient als Mensa.
Im Rahmen eines Projekt-Seminars wurde 2016/2017 mit Unterstützung der Nürnberger Astronomischen Gesellschaft eine Sternwarte auf dem Schulgelände gebaut. Als Beobachtungsinstrument dient ein 12-Zoll-Newtonteleskop.
2017 wurden Schäden am Hauptgebäude festgestellt, die eine kostenaufwendige Fassadensanierung erfordern. Die mehrphasige, im laufenden Schulbetrieb durchgeführte Sanierung, bei der unter anderem Faserzementplatten durch Stahlblech- und Alupaneele ersetzt und die Pfosten-Riegel-Fassade ohne Wetterschale neu errichtet werden, führt zu einer optisch veränderten Ansicht des Gebäudes.

## Schulprofil
Das Gymnasium Eckental ist als Offene Ganztagsschule konzipiert, die ihren Schülern Mittagessen und Betreuung am Nachmittag inklusive Hausaufgabenbetreuung anbietet.
Neben Englisch als erste Fremdsprache (ab Klasse 5) besteht die Wahl zwischen Französisch und Latein als zweite Pflichtfremdsprache (ab Klasse 6). Das Latinum kann erworben werden.
Im Laufe der 7. Klasse müssen die Schüler zwischen dem naturwissenschaftlich-technologischen und dem sprachlichen Zweig wählen, an dem sie von Klasse 8 bis 11 teilnehmen. Der sprachliche Zweig ist durch das zusätzliche Erlernen von Spanisch als dritter Fremdsprache gekennzeichnet. Dagegen werden im naturwissenschaftlich-technologischen Zweig die Fächer Chemie und Informatik intensiver unterrichtet und Übungen in Physik und Chemie ergänzen den Stundenplan. Insgesamt betrifft die Zweigwahl 4 bis 6 Wochenstunden. In der 12. und 13. Klasse besuchen alle Schüler gemeinsam die Oberstufe.
In der 10. Klasse findet ein verpflichtendes einwöchiges Sozialpraktikum statt, das die Schüler an einer von ihnen gewählten Einrichtung (z. B. Seniorenheim, Kindergarten oder Krankenhaus) absolvieren. Neben der Berufsorientierung soll damit auch ihre soziale Kompetenz gefördert werden.

## Bekannte Schüler
- Laura Gröll (* 1998), Leichtathletin, Abiturientin 2017

## Partnerschulen
- Colyton Grammar School in Colyford, East Devon
- Collège Jean-Jacques Rousseau in Saint-Julien-en-Genevois